# Alvo (Nebraska)
Alvo es una villa ubicada en el condado de Cass en el estado estadounidense de Nebraska. En el Censo de 2010 tenía una población de 132 habitantes y una densidad poblacional de 509,65 personas por km².

## Geografía
Alvo se encuentra ubicada en las coordenadas 40°52′20″N 96°23′12″O / 40.87222, -96.38667. Según la Oficina del Censo de los Estados Unidos, Alvo tiene una superficie total de 0.26 km², de la cual 0.26 km² corresponden a tierra firme y (0%) 0 km² es agua.

## Demografía
Según el censo de 2010, había 132 personas residiendo en Alvo. La densidad de población era de 509,65 hab./km². De los 132 habitantes, Alvo estaba compuesto por el 100% blancos, el 0% eran afroamericanos, el 0% eran amerindios, el 0% eran asiáticos, el 0% eran isleños del Pacífico, el 0% eran de otras razas y el 0% pertenecían a dos o más razas. Del total de la población el 0% eran hispanos o latinos de cualquier raza.